# Justine Lorton-Radburn
Justine Lorton-Radburn (* 11. März 1974 in Paddington) ist eine englische Fußballspielerin.

## Leben
Von 1995 bis 1996 spielte sie für den Verein Wembley Ladies und von 1996 bis 1998 für den Verein Millwall Lionesses. 1998 wechselte sie zum Verein Arsenal Ladies und spielte ab 1999 dann für den Verein Stjarnan. Von 2001 bis 2003 spielte sie für den Verein Charlton Athletic und kehrte dann ab 2003 zum Verein Arsenal Ladies zurück. In den Jahren 2005 und 2006 war sie beim Verein Fulham Ladies und wechselte dann zum Verein Bristol Academy, für den sie bis 2008 spielte. Von 2009 bis 2011 war sie beim Verein Portsmouth Ladies und spielte von 2011 bis 2014 für den Verein Yeovil Town. Von 1997 bis 1999 war sie Mitglied in der englischen Frauennationalmannschaft.
Seit Juli 2013 ist sie mit der Fußballspielerin Jade Radburn verheiratet.